# Cmentarz wojenny z II wojny światowej w Banachach (1)
Cmentarz wojenny z II wojny światowej w Banachach – zabytkowy cmentarz wojenny żołnierzy poległych w czasie II wojny światowej, znajdujący się w Banachach w gminie Harasiuki (powiat niżański). Cmentarz usytuowany jest poza miejscowością w lesie przy drodze od Banach do Huty Krzeszowskiej. 
Cmentarz ma kształt prostokąta otoczonego metalowym płotkiem, składa się z trzech rzędów po 10 mogił. Betonowe mogiły opatrzone są napisami: Nieznany żołnierz, poległ, na polu chwały. 
W centrum znajduje się kamienny pomnik z napisem informującym, że na cmentarzu zostali pochowani polscy żołnierze polegli we wrześniu 1939 roku: 
Ojczyzno moja gdy cię mogę wspierać / Nie żal mi cierpieć, nie żal i umierać/ Inż. Walery Bigay-Mianowski / ppor. 12 PP ur. 1908r / ppor. Jan Bochenek / Augustyn Cholewa / Józef Ligęza / i 25 nieznanych / polegli śmiercią żołnierską 14 IX 1939r / Ku czci bohaterów pomnik ten ufundowała żona Walerego Bigay-Mianowskiego. 
Na drugim pomniku znajduje się napis:
Kawaler orderu Virtuti Militari / Stanisław Weiss / Mgr praw ppor rez. 73 PP Armii Kraków / Ur. 10.V. 1910r / poległ 16.IX.1939r / .J.D.. 
W Banachach znajduje się również drugi cmentarz polskich żołnierzy poległych w czasie kampanii wrześniowej.